# 大邱级巡防舰
大邱級巡防艦(英語：Daegu-class frigate)為大韓民國海軍的巡防艦，代號FFX-II；由承攬FFX-I的現代重工業建造，可視為仁川級巡防艦的改良。

## 設計概述
大邱級承襲了仁川級大部分的偵搜設備與電子戰組件，但較仁川級設計更加注重匿蹤性，且具備更充沛的火力；大邱級修改了上層結構縮減雷達截面積，加長艦體以容納垂直發射器，其構型與2013年7月大宇獲得泰國訂單的3000噸級巡防艦構型有不少地方類似，
2014年3月19日，FFX-II的複合電力推進系統（Hybrid Electric Drive，HED）的主承包商曉星公司（Hyosung Corporation）宣布，將HED中的電力推進系統的設計/製造合約頒給美國DRS Technologies公司 (2008年被義大利芬梅卡尼卡集團（現李奧納多）購併），價值900萬美元，主要工作包括針對推進系統中的永磁推進電動機、輔助推進電動機的設計、製造與測試工作，預定2015年交付。與傳統電動機相比，永磁電動機的體積與重量更小，不僅節省機艙空間，在相同電流下產生的扭矩也比傳統電機更大，可靠性與耐久性更高。FFX-II的複合機械/電力推進統的主承包商是韓國曉星集團，DRS負責設計製造機電推進以及傳動系統。在2016年1月12日，DSR將第一套FFX-II的複合機械/電力推進統交付大宇海洋/船舶工程玉浦廠 。
在大邱級初始設計階段，韓國海軍已經決定在FFX-II上裝設垂直發射系統（型號應為韓國國產的K-VLS，數量是二組八聯裝發射器），K-VLS可配備韓國自製武器，包含紅鯊反潛火箭、海弓防空飛彈等彈種。
由於FFX-II的艦體中部以舷牆遮蔽，舷牆只預留提供兩組反艦飛彈發射器的排焰口，因此FFX-II應 該不具備如同仁川級一般、必要時可配置四組四聯裝反艦飛彈發射器的能力。
射控方面，FFX-II與仁川級一樣，只配備一座SAAB CEROS-200射控雷達，這可能是因為艦上預定搭載的韓國國產防空飛彈採用終端主動雷達或紅外線導引等機制；如果配備半主動雷達導引的防空飛彈如美製ESSM，只靠一具射控雷達兼顧防空飛彈與火砲制導，將顯得力不從心。

## 同級艦艇
| 舷號    | 艇名                 | 建造商            | 下水時間       | 服役時間       | 現狀   |
| FFG-II  |                      |                   |                |                |        |
| FFG-818 | 大邱號 (Daegu)       | 大宇海洋/船舶工程 | 2016年2月6日   | 2018年3月6日   | 已服役 |
| FFG-819 | 慶南號 (Gyeongnam)   | 大宇海洋/船舶工程 | 2019年6月21日  | 2021年1月4日   | 已服役 |
| FFG-821 | 首爾號 (Seoul)       | 現代重工          | 2019年11月11日 | 2021年9月？    | 已服役 |
| FFG-822 | 東海號 (Donghae)     | 現代重工          | 2020年4月29日  | 2021年11月10日 | 已服役 |
| FFG-823 | 大田號(Daejeon)      | 大宇海洋/船舶工程 | 2021年5月3日   | 2023年2月27日  | 已服役 |
| FFG-825 | 浦項號(Pohang)       | 大宇海洋/船舶工程 | 2021年9月8日   | 2023年3月？    | 已服役 |
| FFG-826 | 天安號(Cheonan)      | 現代重工          | 2021年11月9日  | 2023年5月19日  | 已服役 |
| FFG-827 | 春川号 （Chuncheon） | 現代重工          | 2022年3月22日  | 2023年10月26日 | 已服役 |

## LIG Nex1 SPS-550K E/F頻多波束3D對空搜索雷達性能
- 最大探測距離：250公里
- 最遠打擊距離：200公里
- 一般接戰距離：150公里
- 飛彈最遠攔截目標：60公里（這裡提到的飛彈是RCS 0.1 m 大小的反艦飛彈。）
- 同時跟踪目標數量（海+空中目標）：500
- 多目標接戰能力：可同時導引3到4枚飛彈

## 外銷

### 泰國
普密蓬·阿杜德級首艦“普密蓬·阿杜德”號(FFG-471)。
蒲美蓬·阿杜德級巡防艦，為泰國皇家海軍向韓國訂購的新型巡防艦，首艦原名tachin（FFG-471，他欽號），服役前夕為紀念2016年去世的泰王蒲美蓬而改名為「蒲美蓬．阿杜德號」（HTMS Bhumibol Adulyadej），首艦在韓國建造，後續艦技轉由泰國建造，首艦於2019年1月7日服役。該級艦借鑑了“大邱”級的隱身技術，外形十分接近，不過主要武器裝備全部採用美式。

### 菲律賓
HDC-3100型首艦馬爾瓦號巡防艦
菲律賓海軍在2016年向韓國現代重工訂購的護衛艦，該級艦是大邱級巡防艦的衍伸縮小版。

### 相关
- 大韩民国军事
  - 大韩民国海军
- 蔚山级巡防舰
- 浦項級輕型護衛艦
- 仁川級巡防艦
- 泰國：普密蓬·阿杜德級巡防艦（外銷型）

### 同类型舰
- 巡防舰
- 法國：拉法葉級巡防艦
- 中華民國：康定级巡防舰
- 中华人民共和国：054型护卫舰
- 中华人民共和国：054A型护卫舰
- 俄羅斯：格里戈洛維奇海軍上將級巡防艦
- 印度：塔爾瓦級巡防艦
- 南非：勇敢級巡防艦
- 阿尔及利亚：震懾級巡防艦
- 埃及：阿齊茲級巡防艦

## 資料來源
1. ↑  .   [2018-05-10]. （原始内容存档于2020-05-13）.
2. ↑  .   [2018-05-10]. （原始内容存档于2020-05-13）.
3. ↑  . Bangkok Post (Smart Edition). 2019-01-05: 3  [2019-01-05]. （原始内容存档于2014-01-25）.
4. ↑  Nanuam, Wassana. . Bangkok Post. 2018-12-19  [2018-12-19].
5. ↑  編譯蘇尹崧. . 青年日報. 2019-01-10  [2019-04-08]. （原始内容存档于2020-05-13） （中文）.